# Syrskoje
Syrskoje (ros. Сырское) – wieś (sieło) w Rosji, w obwodzie lipieckim, w rejonie lipieckim. W 2010 liczyła 3457 mieszkańców.